# Lea Saskia Laasner
Lea Saskia Laasner Vogt (* 1980 in Winterthur) ist eine Schweizer Autorin. Sie wurde durch ihr Bestseller-Buch Allein gegen die Seelenfänger, das sie 2005 mit Hilfe von Hugo Stamm publizierte, bekannt.

## Leben
Im Buch schilderte sie, wie sie mit ihren Eltern, die der Sekte Licht-Oase beitraten, 1992 von der Schweiz in das Zentrum der Sekte in Belize umzog. Auch schilderte sie das Leben in der Isolation dort und wie sie vom Führer der Sekte, im Buch «Benno» genannt, sexuell missbraucht wurde, sowie ihre Flucht aus der Sekte im Jahr 2001.
Hinter dem Namen «Benno» verbarg sich der Deutsche Arno Wollensak. Julie Ravell, die Lebensgefährtin von Wollensak, bezeichnete sich als Medium des Geistwesens Ramtha (auch Ram-tha), bis ihr die Verwendung dieses Namens 1997 in einem Urteil des österreichischen Obersten Gerichtshofs auf Betreiben der Inhaberin des Markenrechts an der Wortmarke Ramtha, JZ Knight, untersagt wurde. Anschliessend nannte sie das von ihr angeblich gechannelte Geistwesen Maghan. Sie selbst nannte sich im inneren Kreise «die Quelle».
Laasner erhielt 2005 den Prix Courage für ihr mutiges Auftreten in der Öffentlichkeit. Von einer Cousine in der Schweiz aufgenommen und betreut, konnte sie eine dreijährige Ausbildung an einer Handelsfachschule absolvieren.
2015 wurden Arno W. und Ravell in der uruguayischen Hauptstadt Montevideo verhaftet. Die deutsche Justiz beantragte die Auslieferung der beiden, die von einem Gericht in Uruguay wegen Verjährung abgelehnt wurde. Die Staatsanwaltschaft prüfte, gegen den Entscheid vorzugehen.
Im August 2016 wurde am Strand von La Floresta, 50 km östlich von Montevideo, die gefesselte und geknebelte Leiche von Arno W. aufgefunden.

## Buchveröffentlichung
- Allein gegen die Seelenfänger. Meine Kindheit in der Psycho-Sekte. Aufgezeichnet von Hugo Stamm. Eichborn, Frankfurt am Main 2005, ISBN 3-8218-5619-X.

## Dokumentationen
- Flucht aus der Esoteriksekte. Video in: Reporter vom 16. April 2005 (28 Minuten).
- Fortsetzung folgt – Flucht aus der Psychosekte. Video in: DOK vom 6. Mai 2011 (39:30 Minuten).
- Lea Laasner bei Menschen bei Maischberger. ARD, Sendung vom 5. November 2013.